# Austrodecus crenatum
Austrodecus crenatum is een zeespin uit de familie Austrodecidae. De soort behoort tot het geslacht Austrodecus. Austrodecus crenatum werd in 1994 voor het eerst wetenschappelijk beschreven door Child. 